# Stephanitis typica
Espèce
Stephanitis typica (punaise du bananier) est une espèce d'insectes hémiptères de la famille des Tingidae, originaire du Sud-Est asiatique. Cette espèce de punaise est un ravageur du bananier et du cocotier, notamment en Inde. Elle est également le vecteur d'un phytoplasme qui provoque chez les cocotiers une maladie marquée par un flétrissement et un jaunissement des feuilles.